# Lúcia McCartney, uma Garota de Programa
Lúcia McCartney, uma Garota de Programa é um filme brasileiro de 1971, do gênero drama, dirigido por David Neves, com roteiro baseado nos contos "Lúcia McCartney" e "O caso de F.A." de Rubem Fonseca publicado no livro Lúcia McCartney.

## Elenco
- Adriana Prieto... Lúcia McCartney
- Isabella Cerqueira Campos...Ida
- Odete Lara... Gisele
- Nelson Dantas... F.A.
- Paulo Villaça... o amigo
- Albino Pinheiro...José Roberto
- Márcia Rodrigues... Magda
- Rodolfo Arena...tio
- Roberto Bonfim
- Yagnez
- Renato Coutinho
- Billy Davis
- Maria Gladys
- Wilson Grey
- Lúcia Milanez
- Nina Reis
- Paulo Serrado
- Aloisio Vianna (dublagem)

## Sinopse
A carioca Lúcia mora com a irmã Ida e se prostitui costumeiramente. Ela se apaixona por um dos clientes, José Roberto, e se muda para um apartamento mantido por ele. Mas o homem se ausenta constantemente até que a deixa de vez. Desapontada, Lúcia viaja para São Paulo e vai morar com tios idosos. Ela logo volta a vida de prostituição. Enquanto isso, o rico F.A. se apaixona por uma moça que conhecera num bordel mantido pela vigarista francesa Gisele e pede a um amigo que a tire de lá.